# Boeing Dreamlifter
Boeing 747 Dreamlifter (Мрієносець) (раніше відомий як Large Cargo Freighter, LCF, надгабаритний транспортник) є широкофюзеляжним транспортним літаком. Вантаж доставляється у літак найдовшим у світі завантажувачем. Є суттєво модернізованою версією Boeing 747-400, що використовується виключно для транспортування комплектуючих Boeing 787 Dreamliner (звідки й назва) на конвеєрні лінії Boeing від постачальників з усього світу.

## Розробка
13 жовтня 2003 р. Boeing Commercial Airplanes повідомили, що внаслідок надмірної тривалості доставки земним та морським транспортом, авіаперевезення буде основним способом доставки комплектуючих для Boeing 787 Dreamliner (в той час відомий як 7E7).[4] Первинно три робочі пасажирські 747-400 літаки були перебудовані у надгабаритну конфігурацію для перевезення окремих вузлів з Японії та Італії у Південну Кароліну, а пізніше у штат Вашингтон для остаточної збірки, однак пізніше до програми було залучено і четвертий борт.[5] Large Cargo Freighter мав випуклий фюзеляж схоже до позагабаритних Super Guppy та Airbus A300-600ST Beluga, котрі аналогічним чином транспортували крила та інші секції літаків. З об'ємом у 1840 м3 вантажний відсік є один з наймісткіших у світі,[6] і може вміщувати втричі більше вантажу, ніж транспортник 747-400F.[7]

## Технічні дані

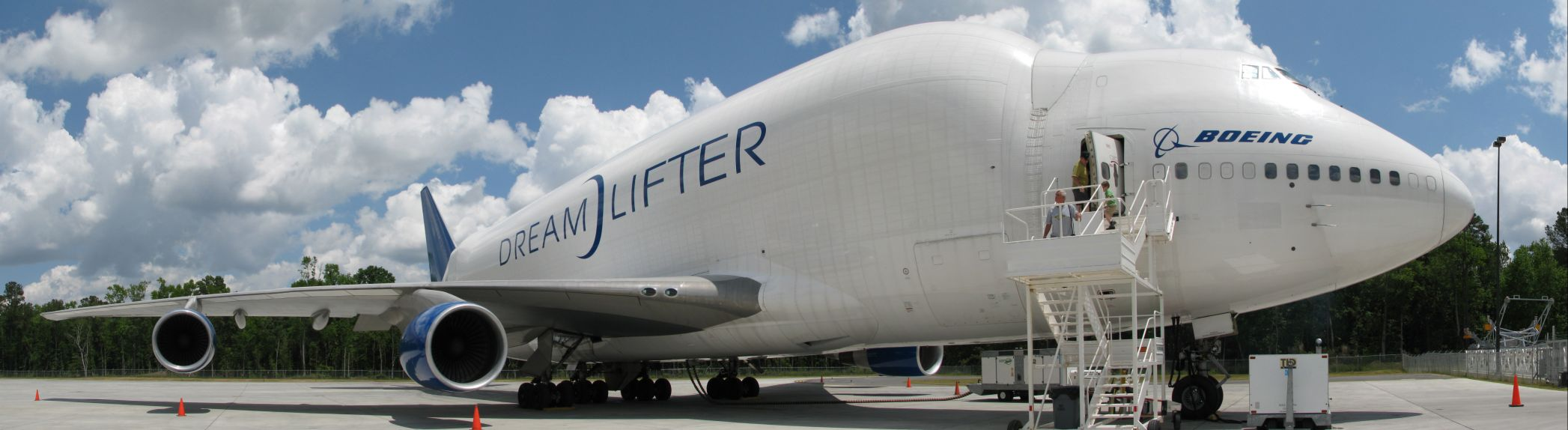
Панорамне фото 747 Мрієносця

Об'єм вантажного відсіку становить 1 840 м3; маса найбільшого вантажу, який він здатен перевезти ― 113,4 т.
| Модель                    | 747 Мрієносець                            | 747-400                                                                    |
| ------------------------- | ----------------------------------------- | -------------------------------------------------------------------------- |
| Екіпаж кабіни             | Двоє                                      | Двоє                                                                       |
| Довжина                   | 71,68 м                                   | 70,6 м                                                                     |
| Розмах крил               | 64,4 м                                    | 64,4 м                                                                     |
| Висота                    | 21,54 м                                   | 19,4 м                                                                     |
| Ширина фюзеляжу           | 8,38 м                                    | 6,50 м                                                                     |
| Спец. робоча порожня вага | 180,53 т                                  | 179,015 т                                                                  |
| Максимальна злітна маса   | 364,235 т                                 | 396,89 т                                                                   |
| Крейсерська швидкість     | Mach 0.82 (474 kt, 878 км/год)            | Mach 0.85 (491 kt, 910 км/год)                                             |
| Довжина ЗПС при МЗМ       | 2 804 м                                   | 3018 м                                                                     |
| Дальність п/завантаження  | 4 200 морська миля (4 800 миля; 7 800 км) | 7 260 морська миля (8 350 миля; 13 450 км)                                 |
| Макс. ємність палива      | 199 150 л                                 | 216 850 л                                                                  |
| Двигуни (x 4)             | PW 4062                                   | PW 4062 GE CF6-80C2B5F RR RB211-524G/H                                     |
| Тяга (на одиницю)         | 63 300 фунтс (282 кН)                     | PW 63 300 фунтс (282 кН) GE 62 100 фунтс (276 кН) RR 59 500 фунтс (265 кН) |

Джерела: Boeing 747-400 specifications, Boeing 747 Airport Report, 747 LCF fact sheet